# Musikjahr 1505
Liste der Musikjahre

◄◄ | ◄ | 1501 | 1502 | 1503 | 1504 | Musikjahr 1505 | 1506 | 1507 | 1508 | 1509 | ► | ►►

Weitere Ereignisse
Dieser Artikel behandelt das Musikjahr 1505.

## Ereignisse
- Alexander Agricola, der seinen Dienstherren Erzherzog Philipp den Schönen von Kastilien vom 4. November 1501 bis zum 8. November 1503 auf dessen Reise nach Spanien, Frankreich, Österreich und Deutschland begleitet hat, ist nach Mecheln zurückgekehrt. Er ist weiterhin Mitglied der Grande Chapelle des Erzherzogs.
- Marco Dall’Aquila, der etwa im Herbst 1504 in Briefen an die Führung und die Ratsversammlung des Stadtstaats Venedig (Serenissimi Principi und Sapientissimi Consiglio) um ein zehnjähriges Privileg gebeten hat, seine noch nicht im Druck erschienenen Lautenstücke selbst zu veröffentlichen, die er „mit der größten Mühe und nicht nur mittelgroßen Kosten“ geschaffen habe, hat dieses Privileg am 11. März 1505 erhalten. Er scheint aber keinen Gebrauch davon gemacht zu haben. Vermutlich hat er Rücksicht genommen auf den Musikverleger Ottaviano dei Petrucci (1466–1539), der schon im Mai 1498 im Bereich der Republik Venedig für 20 Jahre das ausschließliche Privileg zum Druck und Vertrieb von Mensuralmusik und von Lauten- und Orgeltabulaturen erhalten hatte.
- Antoine Brumel, der bereits seit etwa Ende 1504 von der Familie d’Este in Ferrara umworben wird, um als Kapellmeister in deren berühmter und hochrangig besetzter Hofkapelle zu wirken, erhält am 13. Dezember 1505 seinen Ruf für dieses Amt. Er wird im Frühjahr 1506 das Amt des Kapellmeisters antreten.
- Marco Cara steht seit 1495 und bis 1525 als Lautenvirtuose im Dienst der Familie Gonzaga in Mantua, die zu seiner Zeit Künstler aller Richtungen fördert.
- Josquin Desprez ist seit dem Vorjahr Probst an seiner früheren Wirkungsstätte Condé-sur-l’Escaut. Er wird als monsieur le prevost messire Josse des pres bezeichnet. Die Stellung ist für den ehemaligen Kapellmeister nicht nur wegen seines dortigen Haus- und Grundbesitzes attraktiv, sondern noch mehr wegen der guten Personalausstattung der Kirche und der Qualität der dortigen Musikausübung, die nur noch von der Kathedrale in Cambrai und von Saint-Vincent in Soignies übertroffen wird. Der Propst hat hier (nach einer Aufstellung aus dem Jahr 1523) die weltliche Macht im Kirchensprengel inne und ist der Vorgesetzte des Dekans, des Schatzmeisters, von 25 Kanonikern, 18 Kaplänen, 16 Vikaren und sechs Chorknaben, dazu einigen Priestern ohne Pfründe; in den aufwändig gestalteten Gottesdiensten wirkt in der Regel ein Chor aus den Vikaren und Chorknaben mit, so dass bis zu 22 musikgeübte Stimmen zur Verfügung stehen und bis zu sechsstimmige Werke aufgeführt werden können.
- Antonius Divitis, der seit dem Vorjahr Chorleiter und Magister der Chorknaben an der Kirche St. Rumbold in Mecheln ist, wechselt an die Hofkapelle des Herzogtums Burgund. Diese Institution am Hof Philipps des Schönen ist eine der angesehensten musikalischen Einrichtungen dieser Zeit. Divitis ist hier ab Oktober 1505 Kollege von Pierre de la Rue, Alexander Agricola und Marbrianus de Orto.

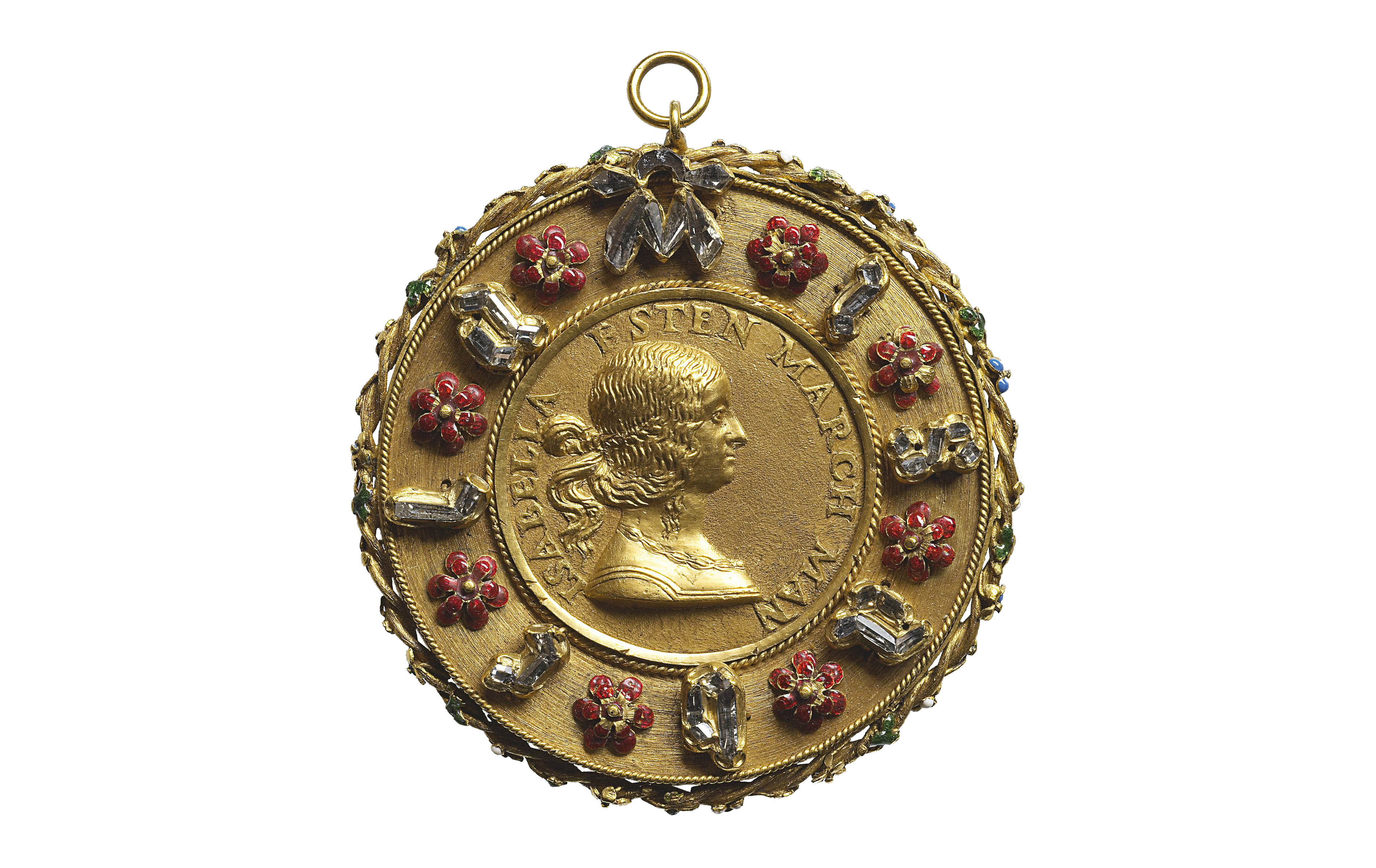
Das einzige gesicherte Porträt von Isabella d’Este, der Tochter von Ercole I. d’Este: Porträtmedaille von Gian Cristoforo Romano 1495 (hier als Prunkversion von 1505)

- Herzog Ercole I. d’Este, einer der bedeutendsten Kunstmäzene der Renaissance, stirbt am 15. Juni in Ferrara. In der Musikgeschichte ist Ercole einer der wichtigsten italienischen Adligen, der die talentierten franko-flämischen Musiker aus Nordeuropa nach Italien holte. Die berühmtesten Komponisten Europas arbeiteten entweder für ihn, erhielten von ihm Aufträge oder widmeten ihm Musik, darunter Alexander Agricola, Jacob Obrecht, Heinrich Isaac, Adrian Willaert und Josquin Desprez.
- Jehan Fresneau ist Prokurator des Kapitels von St. Martin in Chartres. Dies geht aus dem letzten Dokument, in dem er genannt wird (10. Februar 1505) hervor.
- Adam von Fulda, der seit der Gründung der Universität Wittenberg dort als Dozent tätig war, stirbt an der Pest.
- Im Jahr 1505 schreibt sich ein Johannes Hennel aus Dreßden an der Universität Leipzig zum Studium ein. Da der Name Galliculus die latinisierte Form von Hennel oder Hähnel darstellt, ist dieser Studierende mit großer Wahrscheinlichkeit mit dem Komponisten Johannes Galliculus identisch.
- Johannes Ghiselin verlässt nach dem Ausbruch der Pest in Ferrara den Hof der Familie d’Este.
- Nicolas Gombert ist möglicherweise bereits ein Schüler von Josquin Desprez († 1521), der seit dem Jahr 1504 im etwa 40 km entfernt gelegenen Condé-sur-l’Escaut Propst geworden ist.
- Heinrich Isaac lebt von 1502 bis 1506 wieder überwiegend in Florenz.
- Clément Janequin ist Geistlicher in Bordeaux im Dienst des Humanisten Lancelot du Fau.
- Jean Molinet ist seit 1482 Historiograph (Chronist) und Hofdichter am herzoglichen Hof von Philipp dem Schönen (Regierungszeit 1482–1506) in Burgund. Hier ist er befreundet mit Musikern und Komponisten wie Johannes Ockeghem, Loyset Compère, Verjus und Antoine Busnoys befreundet.
- Pierre Moulu wirkt von 1505 bis 1513 an der Kathedrale Saint-Etienne dieser Stadt als Kaplan.
- Jacob Obrecht, der seit September 1504 in Ferrara Leiter der Hofkapelle ist, wird nach dem Tod seines Gönners Ercole I. d’Este arbeitslos. Der Nachfolger von Ercole I. d’Este, sein Sohn Alfonso I. d’Este (Regierungszeit 1505–1534), verkleinert die Hofkapelle und entlässt Obrecht. Der Komponist versucht noch, in Mantua am Hof von Isabella d’Este und Markgraf Francesco II. Gonzaga eine Anstellung zu bekommen, hat damit aber keinen Erfolg. Kurz darauf kehrt er nach Ferrara zurück und wirkt hier als Priester, vielleicht in der deutschen oder holländischen Gemeinde. Ende Juni oder im Juli 1505 stirbt Obrecht in Ferrara an der Pest.
- Marbriano de Orto erreicht den Höhepunkt seiner künstlerischen Karriere im Jahr 1505. In diesem Jahr bringt der venezianische Musikverleger Ottaviano dei Petrucci eine Sammlung mit Messen nur von ihm heraus, einen so genannten Individualdruck, betitelt mit „Misse de Orto“, was als besondere Ehrung angesehen werden kann. Darüber hinaus findet de Orto am 24. Mai Aufnahme in der Hofkapelle von Herzog Philipp dem Schönen von Kastilien. Hier ist de Orto Kollege von weiteren Komponisten des Hofs, wie Pierre de la Rue, Alexander Agricola, Nicolas Champion und Antonius Divitis. De Orto wird aber bald vom Herzog zum premier chapelain ernannt, was auch mit einer deutlich erhöhten Vergütung verbunden ist. Vielleicht auf Grund dieses hohen Amts scheint de Orto in der Folgezeit seine kompositorische Tätigkeit praktisch eingestellt zu haben.
- Leonhard Paminger ist bereits im Alter von 10 Jahren in Wien, wo er – nach einer notvollen Schulzeit – eine Anstellung auf dem Chor von St. Stephan erlangen kann. Dort wird er wegen seines tiefen Basses und seiner Künste auf der Harfe, der Laute und der Flöte sehr geschätzt.
- Giordano Passetto wirkt 1505 als Organist im Frauenkloster Santo Spirito in Venedig.
- Francisco de Peñalosa ist Mitglied der königlichen spanischen Kapelle. Die Verleihung eines Kanonikats 1505 durch den spanischen König bezeugt einen ersten Höhepunkt der Wertschätzung Peñalosas durch das Königshaus.
- Johannes Prioris, der möglicherweise bereits seit Ende der 1480er Jahre Mitglied der französischen Hofkapelle war, ist nachweislich von 1503 bis 1512 Kapellmeister (maître de chapelle) der Hofkapelle.
- Pierre de la Rue, der seinen Dienstherren Erzherzog Philipp dem Schönen von Kastilien vom 4. November 1501 bis zum 8. November 1503 auf dessen Reise nach Spanien, Frankreich, Österreich und Deutschland begleitet hat, ist nach Mecheln zurückgekehrt. Er ist weiterhin Mitglied der Grande Chapelle des Erzherzogs.
- Konrad Rupff, der seit 1491 der Ende der 1480er Jahre gegründeten kursächsischen Hofkapelle angehört, übernimmt 1505, nach dem Tod Adams von Fuldas, dessen Amt. Im Jahr 1505 wird er außerdem zum Priester geweiht und erhält ein Pfarrlehen an St. Margarethe in Kahla.
- Bartolomeo Tromboncino ist nach Aufenthalten in Vicenza und in Casale von 1501 bis 1512 in Mantua tätig.
- Sebastian Virdung hat von 1500 bis 1507 die Kaplanei der Burg Stahleck bei Bacharach inne.

## Instrumentalmusik
- Francisco de la Torre – Alta: Noten und Audiodateien im International Music Score Library Project

## Vokalmusik

### Geistlich
- Alexander Agricola – Pater meus agricola est: Noten und Audiodateien im International Music Score Library Project
- Antoine Brumel – Motette Nativitas unde gaudia / Nativitas tua, Dei genitrix: Noten und Audiodateien im International Music Score Library Project
- Josquin Desprez
  - Motette Miserere mei Deus (Psalm 50/51) zu fünf Stimmen (1504/1505), 2. Teil: Audi, auditui meo, 3. Teil: Domine, labia mea
  - Motette Virgo salutiferi (1504/1505), Cantus firmus: Ave Maria, 2. Teil: Tu potis es primae, 3. Teil: Nunc, caeli regina
  - Motette Pater noster, qui es in caelis zu sechs Stimmen (Condé, 1505–1521), 2. Teil: Ave Maria
  - Missa Hercules Dux Ferrariae: Noten und Audiodateien im International Music Score Library Project
  - Missa L'ami Baudichon: Noten und Audiodateien im International Music Score Library Project
  - Missa Malheur me bat: Noten und Audiodateien im International Music Score Library Project
  - Missa Una musque de Buscaya: Noten und Audiodateien im International Music Score Library Project
  - Missarum, Liber 2: Noten und Audiodateien im International Music Score Library Project
- Erasmus Lapicida – Virgo prudentissima zu vier Stimmen
- Jacob Obrecht – Missa Hercules dux Ferrariae (verschollen, erwähnt bei Heinrich Glarean im Dodekachordon, Ferrara 1488 oder 1504/1505?)
- Marbriano de Orto – Misse de Orto, Venedig: Ottaviano dei Petrucci: Noten und Audiodateien im International Music Score Library Project
  - Missa Dominicalis
  - Missa Jay pris amours cum duobus patrem
  - Missa Lomme arme
  - Missa La bella se sied
  - Missa Petita camuseta
- Ottaviano Petrucci (Hrsg.) – Fragmenta missarum: Noten und Audiodateien im International Music Score Library Project
- Gaspar van Weerbeke
  - Credo zu vier Stimmen
  - Credo cardinale zu vier Stimmen
  - Ave mater omnium zu vier Stimmen
  - Ave stella matutina zu vier Stimmen
  - O beate Sebastiane zu vier Stimmen
  - Salve sancta parens zu vier Stimmen

### Weltlich
- Pietro Aron – Frottola Io non posso più durare für vier Stimmen (in: Frottole libro quinto, Venedig)
- Marchetto Cara – Frottola S'io sedo all'ombra: Noten und Audiodateien im International Music Score Library Project
- Josquin Desprez – El grillo: Noten und Audiodateien im International Music Score Library Project
- Ottaviano Petrucci (Hrsg.)
  - Frottole, Libro 4: Noten und Audiodateien im International Music Score Library Project
  - Frottole, Libro 5: Noten und Audiodateien im International Music Score Library Project
  - Frottole, Libro 6: Noten und Audiodateien im International Music Score Library Project
- Unbekannter Komponist
  - Afraid, Alas, and Why so Suddenly?: Noten und Audiodateien im International Music Score Library Project
  - Pan de miglio, caldo, caldo: Noten und Audiodateien im International Music Score Library Project
  - So el encina: Noten und Audiodateien im International Music Score Library Project

## Musiktheoretische Schriften
- Erasmus Horicius (Erasmus von Höritz): Musica (1504–1508)

## Geboren

### Geboren um 1505
- Andrea Amati, italienischer Geigenbauer († 1577)
- Antoine Barbé, franko-flämischer Komponist, Kapellmeister und Kleriker († 1564)
- Jacquet de Berchem, franko-flämischer Komponist und Kapellmeister († um 1565)
- Thomas Crécquillon, franko-flämischer Komponist, Sänger, Kapellmeister und Kleriker († 1557)
- Guillaume Franc, französischer Komponist und Mitarbeiter am Genfer Psalter († 1570)
- Jean De Latre, franko-flämischer Komponist, Sänger und Kapellmeister († 1569)
- Mattheus Le Maistre, franko-flämischer Komponist und Kapellmeister († 1577)
- Luis de Narváez, spanischer Komponist und Vihuela-Spieler († nach 1549)
- Thomas Tallis, englischer Komponist († 1585)
- Christopher Tye, englischer Organist und Komponist († um 1572)
- Jörg Wickram, frühneuhochdeutscher Schriftsteller und Minnesänger († vor 1562)

## Gestorben

### Todesdatum gesichert
- 15. Juni: Ercole I. d’Este, Herzog von Ferrara, Modena und Reggio (* 1431)
- 00. Juli: Jacob Obrecht, flämischer Komponist, Sänger und Kleriker (* 1457 oder 1458)

### Genaues Todesdatum unbekannt
- Adam von Fulda, deutscher Komponist und Musiktheoretiker (* um 1445)

### Gestorben nach 1505
- Jehan Fresneau, franko-flämischer Komponist, Sänger und Kleriker (* vor 1450)
- Wolfgang Reichenauer, deutscher Orgelbauer (* vor 1486)